# Peter Siegel
Peter Siegel (* 1485 in Kirn; † 15. Oktober 1560 ebenda) war ein deutscher lutherischer Theologe und Schüler Martin Luthers. Er führte in seiner Heimatstadt Kirn an der Nahe den Gottesdienst nach dessen Lehre ein – lange bevor die Landesherren sich offiziell zum protestantischen Glauben bekannten.

## Leben
Siegels Eltern waren der Bäcker Nikolaus, gen. Ciesgen Siegel und eine Tochter des Hen Thielmann. Er erlernte zunächst das Bäckerhandwerk wie sein Vater, ging dann möglicherweise ins Kloster. Erst im ungewöhnlich reifen Alter von 33 Jahren fühlte er sich von der Lehre Martin Luthers inspiriert, Priester zu werden. Er ging an die Universität Wittenberg, wo er ab Oktober 1518 bei Luther selbst Theologie studierte.
Vermutlich wurde er 1522 Pfarrer in Münster am Stein, wo er bereits nach den Lehren Martin Luthers den Gottesdienst abhielt. Andere Quellen gehen allerdings davon aus, dass die Landesherren ihn zwar für diesen Posten vorschlugen, dass er ihn aber nicht erhielt. Bald darauf heiratete er auch, was ebenfalls seine Abkehr vom katholischen Dogma anzeigt. Mit seiner Frau Gertrud (genannt Getz), die ebenfalls aus Kirn stammte, hatte er zwei Söhne, deren Heiraten und Nachkommen dokumentiert sind.
Laut der Inschrift seines Grabsteins muss er um 1528 in seine Heimatstadt Kirn zurückgekehrt sein und dort in der St. Pankratius-Kirche nach lutherischer Art gepredigt haben, denn das Epitaph des 1560 Verstorbenen bezeugt, dass „er 32 Jahre lang an dieser Kirche – so sehr seine Gegner auch tobten – das Evangelium Christi rein und unverfälscht nach Ausmerzung aller menschlicher Zutaten gepredigt hatte.“ Zu den tobenden Gegnern dürften vor allem die Stiftsherren des örtlichen Kollegiatstifts gehört haben. Im Jahre 1536 wurde er als Spitalmeister (d. h. Leiter des Alten- und Armenhauses), 1538 erstmals als lutherischer Pfarrer erwähnt.
Noch in den 1540er Jahren gab es Streitigkeiten um die wahre Lehre, so dass ein genaues Datum für die Einführung der Reformation in Kirn nicht festgelegt werden kann. Die Landesherren, die Wild- und Rheingrafen, schützten offenbar den protestantischen Pfarrer vor Sanktionen der katholischen Obrigkeit, traten selbst aber erst nach dem Augsburger Religionsfrieden von 1555 offiziell zum lutherischen Bekenntnis über. Die Bürgerschaft des Orts, der stark von Handwerkern geprägt war, befürwortete bereits in den 1540er Jahren mehrheitlich die lutherische Lehre. In den erhaltenen Unterlagen der Wollweberzunft wird ab 1544 das Fronleichnamsfest (ein wichtiger katholischer Feiertag) nicht mehr erwähnt. Kirn blieb rein protestantisch bis 1681, als französische Truppen die Stadt und die benachbarte Kyrburg besetzten.
Siegel starb am 15. Oktober 1560 und wurde in der Kirche beigesetzt. Sein Grabstein wurde 1684, als die Kirche auf Druck der französischen Besatzungsmacht simultan als evangelische und katholische Kirche eingerichtet wurde, von dem katholischen Altar bedeckt. Er wurde entweder 1752 oder aber bei der Renovierung der Kirche Ende des 19. Jahrhunderts entfernt. Die Inschrift ist nur in einer Abschrift erhalten, die bei späteren Konfessionsstreitigkeiten zum Beleg der lutherischen Tradition in Kirn angefertigt wurde, und die das Jahr seines Todes irrtümlich als 1675 angibt.